# Делрон Баклі
Делрон Баклі (англ. Delron Buckley, нар. 7 грудня 1977, Дурбан) — південноафриканський футболіст, що грав на позиції півзахисника.
Виступав, зокрема, за клуб «Бохум» та «Боруссію» (Дортмунд), а також національну збірну ПАР.

## Клубна кар'єра
Народився 7 грудня 1977 року в місті Дурбан. Молодіжна кар'єра Баклі почалося з його місцевої команди «Батчерфілл Роверз», але коли йому було 17 років, він підписав контракт з німецьким «Бохумом». У ньому він провів більшу частину своєї кар'єри в Німеччині і в 1995 році дебютував за основну команду в Бундеслізі. Ґрунтовно закріпитися в основному складі у Делрона вийшло в 1998 році.
Провівши 9 сезонів в «Бохумі», Баклі в 2004 році перейшов в «Армінію» з Білефельда. Хоч він і провів там один сезон, зате він залишається одним з кращих сезонів у його кар'єрі: забивши 15 голів у 29 матчах, Баклі допоміг «Армінії» уникнути вильоту до Другої Бундесліги.
У 2005 році Делрон підписав контракт у розмірі 425 тисяч фунтів стерлінгів з «Боруссією» з Дортмунда на 4 роки. Перший сезон за «Боруссію» пройшов невдало: у 28 матчах Делрону не вдалося забити гол. У сезоні 2006/07 Барклі був відданий в оренду в швейцарський «Базель». Дебют за клуб відбувся 10 вересня 2006 року в матчі проти «Цюриха» на стадіоні «Санкт-Якоб Парк». У липні 2007 року Баклі повернувся в Дортмунд і зайняв місце в основі, але в 2008 році «Боруссію» очолив Юрген Клопп, з яким у Делрона були розбіжності.
У лютому 2009 року він підписав контракт з клубом «Майнц 05» на термін до кінця сезону і був випущений 30 червня 2009 року. Потім він перейшов в кіпрський клуб «Анортосіс», де він грав до кінця сезону 2010/11.
У січні 2011 року він перейшов в клуб з Другої Бундесліги «Карлсруе», де провів півтора сезони.
26 червня 2012 року Делрон підписав контракт з південноафриканським «Маріцбург Юнайтед» і виступав протягом 2012—2014 років, після чого завершив професійну ігрову кар'єру.

## Виступи за збірну
20 травня 1998 року дебютував в офіційних іграх у складі національної збірної ПАР в товариському матчі проти збірної Замбії. Наступного місяця поїхав зі збірною на чемпіонату світу 1998 року у Франції. Через два роки виступав на Літніх Олімпійських іграх 2000 року.
Згодом у складі збірної був учасником Кубка африканських націй 2002 року у Малі, чемпіонату світу 2002 року в Японії і Південній Кореї та Кубка африканських націй 2004 року у Тунісі.
Протягом кар'єри у національній команді, яка тривала 15 років, провів у формі головної команди країни 73 матчі, забивши 10 голів.

## Титули і досягнення
- Володар Суперкубка Німеччини (1):

«Боруссія» (Дортмунд): 2008